# Siphanta granulata
Siphanta granulata är en insektsart som beskrevs av George Willis Kirkaldy 1906. Siphanta granulata ingår i släktet Siphanta och familjen Flatidae. Inga underarter finns listade i Catalogue of Life.